# نظرية الأم الباردة
نظرية الأم الباردة هي نظرية تم رفضها على نطاق واسع بأن التوحد سببه نقص دفء الأمومة. الأبحاث الحالية تشير إلى أن مجموعة من العوامل الوراثية والتعرض إلى العوامل البيئية السائدة هي أسباب التوحد.
مصطلحات الأم الباردة و الآباء الباردون تمت صياغتهم حوالي عام 1950 كتسمية للأمهات والآباء للأطفال المصابين بمرض التوحد أو انفصام الشخصية. عندما كان ليو كانر أول من عرف التوحد في عام 1943، وأشار إلى عدم وجود الدفء بين أولياء أمور الأطفال المصابين بالتوحد. الآباء وخاصة الأمهات، غالبا ما كان يلقى باللوم على هم لسلوك أبنائهم الغير طبيعي، والتي شملت الطقوسالجامدة،  صعوبة الكلام، والعزلة الذاتية. كانر رفض في وقت لاحق نظرية «الأم الباردة» وقام بالتركيز بدلا من ذلك على آليات الدماغ.

## أصل النظرية
في ورقته البحثية في عام 1943 التي عرف فيها التوحد لأول مرة، ليو كانر لفت الانتباه إلى ما بدا كنقص في الدفء بين آباء وأمهات الأطفال الذين يعانون من التوحد. في عام ورقته البحثية في 1949، كانر اقترح أن التوحد قد يكون ذا صلة إلى «حقيقة عدم وجود دفء الأمومة»، وأشار إلى أن الآباء نادرا ما يتنازلون بأن ينغمسوا في لعب الأطفال، ولاحظ أن ما يتعرض له الأطفال من «البداية إلى برودة الوالدين والميكانيكية نوع من الانتباه إلى الاحتياجات المادية فقط.... حيث  تُركوا بدقة في الثلاجات التي لم تذوب. انسحابهم يبدو كتصرف ابتعاد عن مثل هذه الحالة إلى طلب الراحة في العزلة.» في عام مقابلة في 1960، كانر بصراحة وصف آباء الأطفال المصابين بالتوحد «أنه فقط يحدث بسبب تجمد كاف لإنتاج أطفال.» إلا أنه في ورقة كانر الأصلية مجموعة واحدة فقط من الآباء وصفت بأنها «باردة» مع العديد من أفراد الأسرة الذين يمكن اعتبارهم من أقليات عصبية أو آخرون على مقربة من قراءة النص.
برونو بيتلهايم من جامعة شيكاغو كان له دور في تسهيل قبول النظرية على نطاق واسع سواء من قبل الجمهور أو من قبل المجتمع الطبي، على الرغم من أن بيتلهايم كان متخصصا زائفا في علم نفس الأطفال الذي قام بتزوير أوراق اعتماده.
في الخمسينات والستينات وفي غياب أي تفسير حيوي لسبب التوحد بعد أن تم وصف أعراض المرض لأول مرة بواسطة العلماء، بيتلهايم وكذلك متخصصو التحليل النفسي الفعليين دافعوا عن فكرة أن التوحد ينتج عن الأمهات الذين كن باردات حيث قمن بإبعاد أطفالهن وبالتالي حرمان الأطفال من فرصتهم «للتواصل بشكل سليم».
النظرية تم تبنيها من قبل المؤسسة الطبية وظلت إلى حد كبير دون اعتراض حتى منتصف الستينات، ولكن آثارها بقيت في القرن الحادي والعشرين. العديد من المقالات والكتب التي نشرت في تلك الحقبة وضعت التوحد على عاتق الأمهات لعدم وجود المودة، ولكن بحلول عام 1964، برنارد ريملاند، عالم النفس الذي كان له ابن مصاب بالتوحد نشر كتابا الذي يعتبر بداية ظهور تفسير مضاد للمفاهيم الخاطئة حول أسباب التوحد. كتابه  التوحد الطفولي: المتلازمة وآثارها على نظرية السلوك العصبي، هاجم فيه فرضية الأم الباردة مباشرة.

بعد ذلك بوقت قصير في عام 1967، بيتلهايم كتب القلعة الفارغة: التوحد الطفولي وولادة النفس الذي قام فيه بمقارنة التوحد إلى كون الشخص سجينا في معسكر الاعتقال:
"الفرق بين محنة السجناء في معسكرات الاعتقال والظروف التي تؤدي إلى التوحد والفصام عند الأطفال هو بالطبع أن الطفل لم يكن لديه فرصة سابقة لتطوير الكثير في شخصيته."
بعد وفاته في عام 1990 اتضح في النهاية أن بيتلهايم قد زور أوراق اعتماده. حيث أنه حصل على درجته في تاريخ الفن أو الفلسفة (علم الجمال) وأنه لم يأخذ إلا ثلاثة فصول تمهيدية في علم النفس. وذكر أن فرويد قد أثنى عليه كشخص يحتاجه التحليل النفسي لينمو ويتطور. الحقيقة أن بيتلهايم لم يقابل فرويد أبدا. معظم ما عرفه بيتلهايم عن علم التحليل النفسي، يبدو أنه قد تم تعلمه كعميل.
تم تعيين بيتلهايم في عام 1944 كمدير لمدرسة الأطفال المضطربين في جامعة شيكاغو اكعلاج وسطي لهؤلاء الأطفال، الذين كان يشعر أنهم سيستفيدون من «استئصالهم من الوالدين».تم اعتبار هذا قمة اعتبار التوحد كاضطراب في الأبوة والأمومة. بعض السلطة منحته هذا أيضا لأن بيتلهايم نفسه كان قد تدرب في معسكر داخاو قبل الحرب العالمية الثانية.

في عام 1969، كانر ذكر نظرية الأم الباردة في الاجتماع السنوي الأول من ما يسمى الآن جمعية التوحد الأمريكية قائلا:
من أول نشر حتى الأخير، تحدثت عن هذه الحالة بدون أي لبس فيها بكونها «فطرية.» ولكن لأنني وصفت بعض خصائص الآباء كأشخاص، تم تحريف أقوالي كثيرا عن طريق القول بأنني قلت بأن «الأمر برمته خطأ الآباء.»

## أبرز الأطباء النفسيين الآخرين
بالنسبة إلى سيلفانو أرتيتي، الذي كتب أعماله الرئيسية من الخمسينات وخلال السبعينات، مصطلح الفكر التوحدي و ما أسماه الفكر البليولوجي يعتبران نفس الظاهرة. الفكر البليولوجي يعتبر صفة مميزة لكل من مرضى الفصام الحاليين والإنسان البدائي، وهو نوع من التفكير الذي أسس في غيرالمنطق الأرسطي. الأطفال الذين يعانون من التوحد يتحدثون عن أنفسهم «أنت» وليس من النادر الإشارة إلى الأم «أنا». بينما  «أنت» لا تزال «أنت» ولا تتحول إلى «أنا».
بالنسبة إلى مارغريت مالر وزملائها التوحد هو دفاع من الأطفال الذين لا يستطيعون معايشة الأم ككائن حي بدائي. فبالنسبة لهم،  التوحد هو محاولة لنزع الاختلاف ونزع الحيوانية. متلازمة التوحد التكافلي كانت تسمى «متلازمة مالر» لأن مالر وصفتها: الطفل غير قادر على الابتعاد عن الأم.
أرتيتي حذر من أن الميل إلى التوحد هو علامة على وجود نوع من اضطراب في عملية التنشئة الاجتماعية، وأنه عندما تظهر تعبيرات التوحد ينبغي افتراض أن هناك نوعا من الصعوبة بين الطفل ووالديه، الأطفال الذين يستخدمون تعبيرات التوحد -كما لاحظ أرتيتي- هم الأطفال الذين لا يمكنهم الاتصال اجتماعيا.
في كتاب  تفسير مرض الفصام أكد أرتيتي على أنه من أجل عملية تنشئة اجتماعية طبيعية، فمن الضروري بالنسبة للعلاقات بين الوالدين والطفل أن تكون طبيعية. المحبة أو عدم القلق من المواقف الأبوية تعتبر في صالح التنشئة الاجتماعية. أرتيتي لم يؤكد فقط على أن العلاقات بين الوالدين والطفل هي أول التصرفات الاجتماعية وأهم الدوافع الاجتماعية، ولكنها أيضا حافز إما لقبول أو رفض المجتمع. نفس الطفل في هذا الرأي هو انعكاس المشاعر والأفكار والمواقف من الوالدين تجاه الطفل. الأطفال الذين يعانون من التوحد يظهرون اضطرابا اجتماعيا ولا يريدون أي نوع من العلاقة مع الناس. حيث «يمحون» الناس من وعيهم. بالنسبة إلى أرتيتي فإن الخوف من الوالدين يمتد إلى غيرهم من الكبار: الميل إلى قطع التواصل مع البشر.

## بقاء النظرية
وفقا لكتاب بيتر بريجين من عام 1991 الطب النفسي السام، فإن نظرية التوحد النفسية تم التخلي عنها بسبب الضغوط السياسية من قبل منظمات الآباء وليس لأسباب علمية. على سبيل المثال، بعض تقارير القضية أظهرت أن الحرمان المؤسسي العميق يمكن أن يؤدي إلى أعراض تشبه التوحد. الطبيب فرانسيس توستين كرست حياتها للنظرية. حيث كتبت:
يجب ملاحظة أن التوحد هو واحد من عدد من الاضطرابات العصبية ذات الطبيعة النفسية لدى الأطفال، أي أنها تحدث بسبب الصدمات المسيئة في معاملة الأطفال.... هناك إنكار مستمر من قبل المجتمع الأمريكي لأسباب ضرر الملايين الأطفال الذين تلقوا صدمات وتلف دماغهم نتيجة للمعاملة القاسية من قبل الآباء والأمهات الذين هم على خلاف ذلك مشغولون عن حب ورعاية أطفالهم.
أليس ميلر  -واحدة من أفضل المؤلفين المعروفين عن عواقب العنف ضد الأطفال- أكدت على أن التوحد ظاهرة نفسية، وأن الخوف من الحقيقة حول العنف ضد الأطفال هي المهيمنة في تقريبا جميع أشكال علاج التوحد المعروفة لها. عندما زارت ميلر العديد من مراكز  علاج التوحد في الولايات المتحدة، أصبح من الواضح لها أن قصص الأطفال «مستوحاة من الخوف لكل من الأطباء والأمهات على حد سواء»:
قضيت يوما أراقب ما يحدث للفريق. أنا أيضا درست عن قرب الأطفال على الفيديو. ما أصبح أكثر وضوحا بمرور اليوم أن جميع هؤلاء الأطفال كان لديهم تاريخا طويلا من المعاناة التي يقفون وراءها. غير أن هذا لم يكن المشار إليه.... في محادثاتي مع المعالجين والأمهات حيث سألتهم عن قصص حياة كل طفل. الحقائق أكدت حدسي. إلا أنه مع ذلك لا أحد كان على استعداد لأخذ هذه الحقائق على محمل الجد.
مثل أرتيتي وتوستن، ميلر اعتقدت أن المواقف الأبوية العاطفية فقط تؤدي إلى اكتمال ازدهار شخصية الطفل.
نظرية الأم الباردة تم رفضها على نطاق واسع في الولايات المتحدة ولكن كان لا يزال لديها بعض الدعم في فرنسا وأوروبا وهناك اعتقاد بصحتها إلى حد كبير في كوريا الجنوبية أنها سبب التوحد. الأكاديمي في علم النفس توني همفريز من كلية جامعة كورك هو رائد أيرلندي في مجال دعاة نظرية الأبوة والأمومة الباردة، على الرغم من توجيه اللوم من المجتمع النفسي في أيرلندا.

## بدائل حديثة
التوافق الحديث في الآراء هو أن التوحد له أساس جيني قوي، على الرغم من أن جينات التوحد معقدة وغير مفهومة جيدا. وعلاوة على ذلك، فإن تعرض الجنين والرضيع للمبيدات الحشرية والفيروسات والمواد الكيميائية المنزلية تعتبر أيضا من ضمن العوامل التي تؤدي إلى المتلازمة.
على الرغم من أن الدراسات الحديثة قد أشارت إلى أن دفء الأمهات، الثناء، ونوعية العلاقة ترتبط مع تخفيض مشاكل السلوك في التوحد عند المراهقين والبالغين، وأن الانتقادات الأمومية ترتبط مع السلوكيات الغير مهيئة والأعراض، إلا أن هذه الأفكار مختلفة تماما ع فرضية الأم الباردة.

## فيلم وثائقي
في عام 2002، كارتمكوين للأفلام أطلقت فيلم   الأمهات الباردات، فيلم وثائقي يأخذ نظرة على الأمهات الأمريكيات في الخمسينيات والستينيات واللوم الموجه من قبل المؤسسة الطبية للأمهات بأنه تسببوا في اصابة أطفالهم بالتوحد. العرض ظهر في صيف عام 2002 من قبل الولايات المتحدة في برنامج تلفزيوني، والذي وصفه موقع PBS  بأنه 'على الرغم من انعدام مصداقيتها كليا اليوم، إلا أن تشخيص «الأم الباردة» أدان الآلاف من الأطفال الذين يعانون من التوحد إلى علاجات مشكوك فيها وأمهاتهم إلى كابوس طويل من عدم الثقة بالنفس والشعور بالذنب. في الأمهات الباردات، فيلم جديد عن طريق ديفيد سيمسون، هانلي وغوردون كوين، وكارتمكوين لإنتاج الأفلام التعليمية  هذه الأمهات تحكي هذه القصة للمرة الأولى.'

## روابط خارجية
- Bettelheim and Autism: Is History Repeating Itself?". Lynne Soraya, Asperger's Diary, Psychology Today. 10 Jan. 2010. '"For Anglo families eligible for Medicaid, it usually takes three or four doctor's visits to get a diagnosis for their children, according to a 2002 article in the Journal of the American Academy of Child and Adolescent Psychiatry. For the Latino families studied, it took more than eight."'